# Хо Мок
Хо Мок (кор. 허목, 許穆, 1595 — 27 квітня 1682) — корейський філософ-неоконфуціанець, поет, художник, політик часів династії Чосон. Відомий під іменами Місу (кор. 미수), Терьон'ноін (кор. 대령노인). Політичний конкурент Сон Сійоля.